# Szalma József
Szalma József (Tatabánya, 1966. augusztus 22. –) válogatott labdarúgó, hátvéd.

## Pályafutása

### Klubcsapatban
1984–1991 Tatabányai Bányász 164 0(3) 
1991–1994 Fortuna Sittard  
1994–1996 BVSC 035 0(3) 
1996-1999 Komáromi FC (8)
1999–2001 Lombard Tatabánya 039 0(2) 
Válogatottság 
1988–1992  Magyarország 015 0(1) 
1 A profi egyesületekben játszott mérkőzések és gólok csak a bajnoki mérkőzések adatait tartalmazzák.
- Mérkőzések (gólok száma)

### A válogatottban
1988 és 1992 között 15 alkalommal szerepelt a válogatottban és 1 gólt szerzett. Háromszoros olimpiai válogatott (1988), 36-szoros ifjúsági válogatott (1984–85, 2 gól), egyszeres B-válogatott (1985), ötszörös egyéb válogatott (1985–89), 11-szeres utánpótlás válogatott (1986–87, 1 gól).

## Sikerei, díjai
- Magyar bajnokság
  - 2.: 1987–88
  - 3.: 1986–87
- Magyar kupa (MNK)
  - döntős: 1985, 1996, 1999

## Statisztika

### Mérkőzései a válogatottban
| Magyarország | Magyarország         | Magyarország                           | Magyarország  | Magyarország | Magyarország            | Magyarország | Magyarország | Magyarország |
| #            | Dátum                | Helyszín                               | Hazai         | Eredmény     | Vendég                  | Kiírás       | Gólok        | Esemény      |
| ------------ | -------------------- | -------------------------------------- | ------------- | ------------ | ----------------------- | ------------ | ------------ | ------------ |
| 1.           | 1988. augusztus 31.  | Linz, Linzer Stadion                   | Ausztria      | 0 – 0        | Magyarország            | barátságos   | -            | 65'          |
| 2.           | 1989. november 15.   | Sevilla, Ramón Sánchez Pizjuan Stadion | Spanyolország | 4 – 0        | Magyarország            | vb-selejtező | -            | 89'          |
| 3.           | 1990. május 28.      | Nîmes, Costiéres Stadion (FRA)         | Magyarország  | 3 – 0        | Egyesült Arab Emírségek | barátságos   | -            |              |
| 4.           | 1990. június 2.      | Budapest, Fáy utcai Stadion            | Magyarország  | 3 – 1        | Kolumbia                | barátságos   | -            |              |
| 5.           | 1990. szeptember 5.  | Budapest, Megyeri úti Stadion          | Magyarország  | 4 – 1        | Törökország             | barátságos   | -            | 46'          |
| 6.           | 1990. október 10.    | Bergen, Brann Stadion                  | Norvégia      | 0 – 0        | Magyarország            | Eb-selejtező | -            |              |
| 7.           | 1990. október 17.    | Budapest, Népstadion                   | Magyarország  | 1 – 1        | Olaszország             | Eb-selejtező | -            |              |
| 8.           | 1990. október 31.    | Budapest, Hungária körúti Stadion      | Magyarország  | 4 – 2        | Ciprus                  | Eb-selejtező | -            |              |
| 9.           | 1991. január 17.     | Chandrasekharah, Nair Stadion          | India         | 1 – 2        | Magyarország            | Nehru-kupa   | -            |              |
| 10.          | 1991. március 27.    | Santander, Sardinero Stadion           | Spanyolország | 2 – 4        | Magyarország            | barátságos   | -            | 65'          |
| 11.          | 1991. április 3.     | Limassol                               | Ciprus        | 0 – 2        | Magyarország            | Eb-selejtező | 1            | 16'          |
| 12.          | 1991. április 17.    | Budapest, Népstadion                   | Magyarország  | 0 – 1        | Szovjetunió             | Eb-selejtező | -            |              |
| 13.          | 1991. szeptember 25. | Moszkva, Luzsnyiki Stadion             | Szovjetunió   | 2 – 2        | Magyarország            | Eb-selejtező | -            |              |
| 14.          | 1991. október 9.     | Székesfehérvár, Sóstói Stadion         | Magyarország  | 0 – 2        | Belgium                 | barátságos   | -            |              |
| 15.          | 1992. május 12.      | Budapest, Népstadion                   | Magyarország  | 0 – 1        | Anglia                  | barátságos   | -            | 42'          |
|              | Összesen             |                                        |               | 15           | mérkőzés                |              | 1            | gól          |